# Espacio marino de l'Empordà
Espacio marino de l'Empordà este o arie protejată (arie de protecție specială avifaunistică — SPA) din Spania întinsă pe o suprafață de 85.444,01 ha, integral marine.

## Localizare
Centrul sitului Espacio marino de l'Empordà este situat la coordonatele 42°11′37″N 3°17′41″E / 42.1937°N 3.2947°E.

## Înființare
Situl Espacio marino de l'Empordà a fost declarat arie de protecție specială avifaunistică în iulie 2014 pentru a proteja 20 de specii de animale.

## Biodiversitate
Situată în ecoregiunile marină mediteraneană și mediteraneană, aria protejată nu include niciun habitat protejat.
La baza desemnării sitului se află mai multe specii protejate de  păsări (20): alca (Alca torda), Calonectris diomedea, chirighiță neagră (Chlidonias niger), cufundar polar (Gavia arctica), cufundar mare (Gavia immer), Hydrobates pelagicus, Hydrocoloeus minutus, Larus audouinii, pescăruș negricios (Larus fuscus), pescăruș-cu-cap-negru (Larus melanocephalus), Larus michahellis, pescăruș râzător (Larus ridibundus), rață neagră (Melanitta nigra), Mergus serrator, Phalacrocorax aristotelis desmarestii, Puffinus mauretanicus, Rissa tridactyla, chiră de baltă (Sterna hirundo), chiră mică (Sternula albifrons), chiră de mare (Thalasseus sandvicensis).